# Ven (blodkärl)

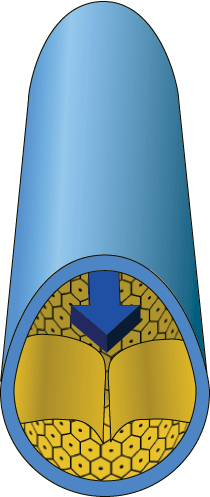
Lätt schematisk skiss av en ven i genomskärning, med klaffar – på bilden stora gula sjok – som ska hindra backflöde. Den blå pilen visar blodflödets riktning. På kärlväggens insida ses endotelceller, med cellkärnan utritad.

Vener (latin: sing. vēna, plur. vēnae) är blodkärl som leder blod till hjärtat. Anatomiskt karaktäriseras venerna av en tunnare muskelvägg (förutom lungvenen som transporterar syrerikt blod från lungorna till hjärtats vänstra förmak) jämfört med artärerna, som leder blodet från hjärtat. Venerna ingår, liksom övriga blodkärl, i cirkulationssystemet som ser till att blodet transporteras runt i kroppen. För att förhindra att blodet i venerna rinner åt fel håll, är de försedda med venklaffar.

## Anatomi och funktion
Exakt hur venerna är placerade i kroppen varierar lite mellan olika personer, mer än artärernas placering. Några viktiga vener är lungvenen, portvenen, övre hålvenen och undre hålvenen (hålvenerna kallas ofta vid sina latinska namn, vena cavae).
Venerna i stora kretsloppet för syrefattigt blod från kapillärerna i vävnaderna, till hjärtats högra förmak. Venerna i lilla kretsloppet, lungvenerna, leder blod från lungorna till hjärtats vänstra kammare, för vidaretransport ut i kroppen. Portvenen för blod som är rikt på näring från tarmarna till levern.

## Medicinska ingrepp
När man vill göra ingrepp i blodbanan, för att ta blodprov, injicera exempelvis läkemedel eller sätta in dropp, används i allmänhet venerna. Dropp och sprutor i venerna levererar sitt innehåll till kroppen intravenöst. Dropp, och ibland även läkemedel, levereras genom en kateter. En intravenös kateter sätts i allmänhet i en perifer ven, ofta på handen eller armen och ibland i benet. En del vätskor och läkemedel som verkar irriterande måste dock in i de stora centrala venerna. För dessa ändamål kan katetrar placeras i övre hålvenen. Om katetern ska användas under lång tid kan en mer permanent ingång till venen åstadkommas kirurgiskt. 

## Vener
- Portvenen
- Hålvenen (vena cava)
  - Övre hålvenen
  - Undre hålvenen
- Nyckelbensvenen
- Inre halsvenen